# Закария Гонейм
Закария Мухамед Гонейм (на арабски: زكريا غنيم) е египетски египтолог и археолог от коптски произход.

## Биография
Роден е през 1905 г. През 1934 г. завършва в катедра „Египтология“ на Каирския университет.
през 1939 г. той получава длъжността главен инспектор на Департамента за антики в Сакара. Като инспектор на Департамента по древността той работи в Асуан, в Едфу (Идфу), в тебанския некропол в Луксор, известно време заема тази длъжност само за южен Египет. На 9 март 1951 г. Гонейм отново става инспектор в Сакара. На този пост ученият взима активно участие в разкопки в некропола на Сакара, освен това изучава храма Унис, разположен близо до Мемфис. На 27 септември 1951 г. се завръща при разкопките в Сакара, а на 29 януари 1952 г. прави откритие, което му донася световна слава: открива останките на незавършена пирамида, покрита с пустинни пясъци. Разкопките на тази пирамида продължават няколко години и на 31 май 1954 г. Гонейм влиза в гробната камера, където е открит недокоснат алабастър саркофаг.